# Fasciame
Il fasciame è il rivestimento esterno dello scafo della nave.
Esso è costituito da tavole nelle navi di legno e da lamiere nelle navi di acciaio. Una parte del fasciame delimita i contorni esterni dello scafo (vari fasciami del fondo, dei ginocchi, delle cinte), mentre l'altra divide la nave secondo piani orizzontali detti ponti.
La presenza o meno dello spessore del fasciame è di primaria importanza per la definizione di alcune grandezze dello scafo come, ad esempio, per la definizione della larghezza della nave che può essere definita fuori fasciame (extreme breadth nella terminologia in lingua inglese) oppure entro fasciame o fuori ossatura (moulded breadth), a seconda se misura fuori o entro la superficie del fasciame.